# Хіноліновий жовтий

Хінолі́новий жо́втий (англ. Quinoline Yellow WS) — синтетичний жовто-зелений барвник. Використовується як харчовий барвник, харчовий додаток зареєстрований під номером E104.

## Використання
Барвник заборонений до використання в харчових продуктах в Австралії, Японії, Норвегії, і США.
В Україні барвник хіноліновий жовтий дозволено до застосування.